# KRC Genk Ladies in het seizoen 2024/25
Deze pagina beschrijft de prestaties van voetbalclub KRC Genk Ladies in het seizoen 2024-2025.

## A-kern

### Spelerskern
| Nr.           | Naam                  | Nationaliteit | Geboortedatum |
| ------------- | --------------------- | ------------- | ------------- |
| Keepers       |                       |               |               |
| 12            | Elise Bils            | België        | 05-01-2008    |
| 27            | Sam Vanhees           | België        | 08-10-2004    |
| 50            | Maren Van Wijngaarden | België        | 07-01-2003    |
| Verdedigers   |                       |               |               |
| 2             | Katho Ceulemans       | België        | 09-06-2006    |
| 3             | Romy Camps            | België        | 11-01-2001    |
| 4             | Luna Vanhoudt         | België        | 10-04-2004    |
| 5             | Gwyneth Vanaenrode    | België        | 25-05-2000    |
| 6             | Chelsea Godier        | België        | 06-02-2005    |
| 15            | Eva-Maria Niit        | Estland       | 05-02-2002    |
| Middenvelders |                       |               |               |
| 8             | Myrthe Knols          | België        | 08-02-2008    |
| 10            | Sien Vandersanden     | België        | 03-05-2002    |
| 14            | Marine Rosala         | België        | 10-01-2004    |
| 16            | Isa Warps             | Nederland     | 03-06-2005    |
| 17            | Djennah Cherif        | Nederland     | 10-01-2006    |
| 18            | Lieke De Bie          | Nederland     | 2008          |
| 20            | Charlotte Tison       | België        | 21-04-1998    |
| 22            | Emmely Vandebeeck     | België        | 19-04-2007    |
| 25            | Kawtar Aït Omar       | Marokko       | 19-02-2004    |
| Aanvallers    |                       |               |               |
| 7             | Thirsa De Meester     | België        | 09-10-2006    |
| 9             | Lisa Petry            | België        | 12-02-2001    |
| 11            | Tulin Kuyucak         | Nederland     | 30-08-2004    |
| 13            | Gwen Duijsters        | België        | 30-06-1999    |
| 21            | Anissa Giuga          | België        | 09-05-2005    |
| 28            | Tess Lameir           | België        | 21-05-2004    |

- Aanvoerder

### Staf

#### Technische staf
| Functie              | Naam                 | Nationaliteit |
| -------------------- | -------------------- | ------------- |
| Hoofdtrainer         | Guido Brepoels       | België        |
| Physical Coach       | Milan Vandecaetsbeek | België        |
| Team Manager         | Hans Bergans         | België        |
| Team afgevaardigde   | Cindy Gregoor        | België        |
| Social media manager | Laura Marit          | België        |

#### Medische staf
| Functie   | Naam                | Nationaliteit |
| --------- | ------------------- | ------------- |
| Dokter    | Nathalie Odeur      | België        |
| Dokter    | Marc Van den Broeck | België        |
| Osteopaat | Gert Vandeurzen     | België        |
| Verzorger | Ward Steurs         | België        |

### Transfers

#### Zomer
| Naam            | Nationaliteit | Van/naar            |
| --------------- | ------------- | ------------------- |
| Inkomend        |               |                     |
| Chelsea Godier  | België        | KV Mechelen Dames   |
| Kawtar Aït Omar | Nederland     | Fortuna Sittard     |
| Sam Vanhees     | België        | KV Mechelen Dames   |
| Marine Rosala   | België        | Standard Luik       |
| Katho Ceulemans | België        | KV Mechelen Dames   |
| Lieke De Bie    | Nederland     | FC Geleen Zuid      |
| Tulin Kuyucak   | Nederland     | FC Dornbirn 1913    |
| Eva-Maria Niit  | Estland       | JK Tammeka Tartu    |
| Uitgaand        |               |                     |
| Luna Vanzeir    | België        | RSC Anderlecht      |
| Pia Bosmans     | België        | Oud-Heverlee Leuven |
| Mirthe Claes    | België        | KVC Westerlo Ladies |

#### Winter
| Naam           | Nationaliteit | Van/naar          |
| -------------- | ------------- | ----------------- |
| Inkomend       |               |                   |
| Djennah Cherif | Nederland     | Feyenoord Vrouwen |

## Uitrustingen
- Shirtsponsor: Wilms
- Sportmerk: Nike

## A-kern

### Oefenwedstrijden A-kern
Hieronder een overzicht van de oefenwedstrijden die KRC Genk Ladies tijdens het seizoen 2024/25 speelde.
| Datum      | Thuis/Uit | Tegenstander             | Score | Doelpuntenmaker(s) KRC Genk Ladies |
| ---------- | --------- | ------------------------ | ----- | ---------------------------------- |
| 04-08-2024 | Thuis     | Borussia Mönchengladbach | 1 – 2 | Warps                              |
| 10-08-2024 | Thuis     | Standard Luik            | 2 – 3 |                                    |
| 14-08-2024 | Uit       | AFC Ajax                 | 6 – 0 |                                    |
| 17-08-2024 | Thuis     | Fortuna Sittard          | 3 – 3 | Camps, Duijsters, Kuyucak          |
| 24-08-2024 | Uit       | Telstar                  | 5 – 1 | Petry                              |

### Lotto Super League
| Wedstrijddetails                                                     | Thuisploeg                                                    | Uitslag                             | Uitploeg                                                  | Opstelling | Kaarten                     |
| -------------------------------------------------------------------- | ------------------------------------------------------------- | ----------------------------------- | --------------------------------------------------------- | --- | --------------------------- |
| Heenronde                                                            |                                                               |                                     |                                                           | |                             |
| 30 augustus 2024 20:30 Oostakker Ref.: Arthur Seynaeve               | KAA Gent Ladies                                               | 2 – 1                               | KRC Genk Ladies                                           | Van Wijngaarden, Camps, Vanhoudt, Vanaenrode, Godier, Petry, Kuyucak (46' Warps), Duijsters, Niit (60' Knols), Tison , Lameir (60' Giuga)                                          | 33' Vanhoudt 40' Vanaenrode |
| 30 augustus 2024 20:30 Oostakker Ref.: Arthur Seynaeve               | Van Britsom 33' (pen.) Helsen 90+2'                           | 1 – 0 1 – 1 2 – 1                   | 75' Duijsters                                             | Van Wijngaarden, Camps, Vanhoudt, Vanaenrode, Godier, Petry, Kuyucak (46' Warps), Duijsters, Niit (60' Knols), Tison , Lameir (60' Giuga)                                          | 33' Vanhoudt 40' Vanaenrode |
| 6 september 2024 20:30 Zwartberg Ref.: Mohamed Wahhabi               | KRC Genk Ladies                                               | 1 – 2                               | KVC Westerlo Ladies                                       | Van Wijngaarden, Camps, Vanhoudt, Vanaenrode, Godier, Petry, Kuyucak (45' Knols), Duijsters (78' Vandebeeck), Niit (61' Giuga), Tison , Lameir (45' Vandersanden)                  | 37' Godier 90+2' Tison      |
| 6 september 2024 20:30 Zwartberg Ref.: Mohamed Wahhabi               | Petry 17'                                                     | 0 – 1 1 – 1 1 – 2                   | 15' Bouker 36' Prez                                       | Van Wijngaarden, Camps, Vanhoudt, Vanaenrode, Godier, Petry, Kuyucak (45' Knols), Duijsters (78' Vandebeeck), Niit (61' Giuga), Tison , Lameir (45' Vandersanden)                  | 37' Godier 90+2' Tison      |
| 14 september 2024 20:00 Oud-Heverlee Ref.: Caroline Lanssens         | OHL Women                                                     | 3 – 0                               | KRC Genk Ladies                                           | Van Wijngaarden, Camps, Vanhoudt, Vanaenrode, Godier, Knols, Petry, Vandersanden , Duijsters, Tison, Marinucci                                                                     | 35' Godier 63' Marinucci    |
| 14 september 2024 20:00 Oud-Heverlee Ref.: Caroline Lanssens         | Eurlings 42' Kuijpers 86' Eurlings 90'                        | 1 – 0 2 – 0 3 – 0                   |                                                           | Van Wijngaarden, Camps, Vanhoudt, Vanaenrode, Godier, Knols, Petry, Vandersanden , Duijsters, Tison, Marinucci                                                                     | 35' Godier 63' Marinucci    |
| 20 september 2024 20:30 Zwartberg Ref.: Tom Lamberigts               | KRC Genk Ladies                                               | 2 – 2                               | Standard Fémina                                           | Van Wijngaarden, Camps, Vanhoudt (84' Rosala), Godier, Knols (31' Niit), Petry, Vandersanden , Tison, Giuga (46' Duijsters), Marinucci, Ait Omar                                   |                             |
| 20 september 2024 20:30 Zwartberg Ref.: Tom Lamberigts               | Duijsters 57' Vandersanden 90+3'                              | 0 – 1 0 – 2 1 – 2 2 – 2             | 19' Gelders 35' Blave                                     | Van Wijngaarden, Camps, Vanhoudt (84' Rosala), Godier, Knols (31' Niit), Petry, Vandersanden , Tison, Giuga (46' Duijsters), Marinucci, Ait Omar                                   |                             |
| 28 september 2024 18:30 Anderlecht Ref.: Valerio Nozza               | RSCA Women                                                    | 5 – 1                               | KRC Genk Ladies                                           | Van Wijngaarden, Camps, Vanhoudt, Godier, Knols, Petry, Vandersanden , Duijsters (63' Lameir), Tison, Marinucci, Aït Omar (70' Kuyucak)                                            | 79' Vanhoudt 80' Amzil (KT) |
| 28 september 2024 18:30 Anderlecht Ref.: Valerio Nozza               | Minnaert 11' Vanzeir 23' Wijnants 38' Bennink 51' Bennink 78' | 1 – 0 2 – 0 2 – 1 3 – 1 4 – 1 5 – 1 | 29' Camps                                                 | Van Wijngaarden, Camps, Vanhoudt, Godier, Knols, Petry, Vandersanden , Duijsters (63' Lameir), Tison, Marinucci, Aït Omar (70' Kuyucak)                                            | 79' Vanhoudt 80' Amzil (KT) |
| 5 oktober 2024 13:30 Zwartberg Ref.: Marnic Claes                    | KRC Genk Ladies                                               | 1 – 0                               | Essevee Women                                             | Van Wijngaarden, Camps, Vanhoudt (81' Vanaenrode), Godier, Knols (45' Kuyucak), Petry, Vandersanden , Duijsters, Tison, Marinucci, Aït Omar (85' Lameir)                           | 90+5' Marinucci             |
| 5 oktober 2024 13:30 Zwartberg Ref.: Marnic Claes                    | Petry 88'                                                     | 1 – 0                               |                                                           | Van Wijngaarden, Camps, Vanhoudt (81' Vanaenrode), Godier, Knols (45' Kuyucak), Petry, Vandersanden , Duijsters, Tison, Marinucci, Aït Omar (85' Lameir)                           | 90+5' Marinucci             |
| 11 oktober 2024 20:30 Zwartberg Ref.: Caroline Lanssens              | KRC Genk Ladies                                               | 2 – 1                               | Club YLA                                                  | Van Wijngaarden, Camps, Vanhoudt (46' Vanaenrode), Godier (79' Lameir), Knols, Petry, Vandersanden , Duijsters (72' Kuyucak), Tison, Marinucci, Aït Omar (89' Giuga)               | 44' Tison                   |
| 11 oktober 2024 20:30 Zwartberg Ref.: Caroline Lanssens              | Duijsters 5' Vandersanden 32'                                 | 0 – 1 1 – 1 2 – 1                   | 3' Vande Velde                                            | Van Wijngaarden, Camps, Vanhoudt (46' Vanaenrode), Godier (79' Lameir), Knols, Petry, Vandersanden , Duijsters (72' Kuyucak), Tison, Marinucci, Aït Omar (89' Giuga)               | 44' Tison                   |
| Terugronde                                                           |                                                               |                                     |                                                           | |                             |
| 19 oktober 2024 16:00 Westerlo Ref.: Thomas Lucas                    | KVC Westerlo Ladies                                           | 1 – 3                               | KRC Genk Ladies                                           | Van Wijngaarden, Camps, Vanaenrode (84' Giuga), Godier, Knols, Petry (67' Kuyucak), Vandersanden , Duijsters, Tison, Marinucci, Aït Omar (75' Lameir)                              |                             |
| 19 oktober 2024 16:00 Westerlo Ref.: Thomas Lucas                    | Wielockx 18'                                                  | 0 – 1 1 – 1 1 – 2 1 – 3             | 5' Duijsters 26' Vandersanden 59' Godier                  | Van Wijngaarden, Camps, Vanaenrode (84' Giuga), Godier, Knols, Petry (67' Kuyucak), Vandersanden , Duijsters, Tison, Marinucci, Aït Omar (75' Lameir)                              |                             |
| 9 november 2024 13:30 Zwartberg Ref.: Jan Krieken                    | KRC Genk Ladies                                               | 1 – 1                               | RSCA Women                                                | Van Wijngaarden, Camps, Vanaenrode, Godier, Knols (73' Giuga), Petry, Vandersanden , Duijsters (85' Kuyucak), Tison, Marinucci, Aït Omar (60' Lameir)                              | 44' Tison                   |
| 9 november 2024 13:30 Zwartberg Ref.: Jan Krieken                    | Petry 5'                                                      | 1 – 0 1 – 1                         | 62' Minnaert                                              | Van Wijngaarden, Camps, Vanaenrode, Godier, Knols (73' Giuga), Petry, Vandersanden , Duijsters (85' Kuyucak), Tison, Marinucci, Aït Omar (60' Lameir)                              | 44' Tison                   |
| 16 november 2024 16:00 Zulte Ref.: Kevin Bonte                       | Essevee Women                                                 | 1 – 2                               | KRC Genk Ladies                                           | Van Wijngaarden, Camps, Vanhoudt (90' Vandebeeck), Vanaenrode, Godier, Knols, Petry (88' Kuyucak), Vandersanden , Duijsters (68' Giuga), Tison, Marinucci                          | 72' Godier 80' Marinucci    |
| 16 november 2024 16:00 Zulte Ref.: Kevin Bonte                       | Lalkens 14'                                                   | 1 – 0 1 – 1 1 – 2                   | 16' Petry 85' Petry                                       | Van Wijngaarden, Camps, Vanhoudt (90' Vandebeeck), Vanaenrode, Godier, Knols, Petry (88' Kuyucak), Vandersanden , Duijsters (68' Giuga), Tison, Marinucci                          | 72' Godier 80' Marinucci    |
| 23 november 2024 16:15 Aalter Ref.: Michiel Desmet                   | Club YLA                                                      | 2 – 2                               | KRC Genk Ladies                                           | Van Wijngaarden, Camps, Vanaenrode, Godier, Knols (54' Vanhoudt), Petry, Duijsters, Tison , Giuga (87' Kuyucak), Marinucci, Lameir                                                 | 21' Vanaenrode 83' Camps    |
| 23 november 2024 16:15 Aalter Ref.: Michiel Desmet                   | Kerkhove 38' Da Eira 80'                                      | 1 – 0 1 – 1 1 – 2 2 – 2             | 73' Vanaenrode 75' Petry                                  | Van Wijngaarden, Camps, Vanaenrode, Godier, Knols (54' Vanhoudt), Petry, Duijsters, Tison , Giuga (87' Kuyucak), Marinucci, Lameir                                                 | 21' Vanaenrode 83' Camps    |
| 13 december 2024 20:30 Zwartberg Ref.: Torben Hontis                 | KRC Genk Ladies                                               | 3 – 1                               | KAA Gent Ladies                                           | Bils, Camps (81' Giuga), Vanhoudt, Vanaenrode, Godier, Knols (70' Duijsters), Petry (88' Lameir), Vandersanden , Tison, Marinucci, Aït Omar                                        | 67' Knols                   |
| 13 december 2024 20:30 Zwartberg Ref.: Torben Hontis                 | Vanaenrode 37' Marinucci 45' Petry 82'                        | 1 – 0 2 – 0 2 – 1 3 – 1             | 79' Helsen                                                | Bils, Camps (81' Giuga), Vanhoudt, Vanaenrode, Godier, Knols (70' Duijsters), Petry (88' Lameir), Vandersanden , Tison, Marinucci, Aït Omar                                        | 67' Knols                   |
| 18 januari 2025 19:00 Maurice Dufrasnestadion Luik Ref.: Farid Louai | Standard Fémina                                               | 2 – 0                               | KRC Genk Ladies                                           | Van Wijngaarden, Camps, Vanaenrode, Godier, Knols (65' Vanhoudt), Petry, Vandersanden , Duijsters (65' Lameir), Tison, Marinucci, Aït Omar (65' Cherif)                            | 60' Godier 80' Tison        |
| 18 januari 2025 19:00 Maurice Dufrasnestadion Luik Ref.: Farid Louai | Barrett 10' Colvill 80'                                       | 1 – 0 2 – 0                         |                                                           | Van Wijngaarden, Camps, Vanaenrode, Godier, Knols (65' Vanhoudt), Petry, Vandersanden , Duijsters (65' Lameir), Tison, Marinucci, Aït Omar (65' Cherif)                            | 60' Godier 80' Tison        |
| 24 januari 2025 20:30 Zwartberg Ref.: Mohamed Wahhabi                | KRC Genk Ladies                                               | 1 – 4                               | OHL Women                                                 | Van Wijngaarden, Camps, Vanaenrode, Godier, Knols, Petry, Vandersanden , Duijsters, Tison, Marinucci (57' Vanhoudt), Aït Omar (66' Cherif)                                         | 82' Tison                   |
| 24 januari 2025 20:30 Zwartberg Ref.: Mohamed Wahhabi                | Tison 26'                                                     | 0 – 1 1 – 1 1 – 2 1 – 3 1 – 4       | 15' (pen.) Biesmans 50' Pusztai 65' Reynders 73' Reynders | Van Wijngaarden, Camps, Vanaenrode, Godier, Knols, Petry, Vandersanden , Duijsters, Tison, Marinucci (57' Vanhoudt), Aït Omar (66' Cherif)                                         | 82' Tison                   |
| 1 februari 2025 18:30 Anderlecht Ref.: Franck Tanko                  | RSCA Women                                                    | 4 – 1                               | KRC Genk Ladies                                           | Van Wijngaarden, Camps, Vanhoudt (83' Niit), Vanaenrode, Godier, Knols, Petry (83' Lameir), Vandersanden (83' Marinucci), Cherif (74' Duijsters), Tison, Aït Omar (74' De Meester) |                             |
| 1 februari 2025 18:30 Anderlecht Ref.: Franck Tanko                  | Wijnants 17' Ijzerman 34' Vanzeir 52' Bennink 66'             | 1 – 0 2 – 0 2 – 1 3 – 1 4 – 1       | 43' Petry                                                 | Van Wijngaarden, Camps, Vanhoudt (83' Niit), Vanaenrode, Godier, Knols, Petry (83' Lameir), Vandersanden (83' Marinucci), Cherif (74' Duijsters), Tison, Aït Omar (74' De Meester) |                             |
| 8 februari 2025 13:30 Zwartberg Ref.: Jana Van Laere                 | KRC Genk Ladies                                               | 2 – 3                               | KVC Westerlo Ladies                                       | Bils, Camps, Vanhoudt (88' Giuga), Vanaenrode, Godier, Petry, Vandersanden , Cherif (59' Aït Omar), Tison, Marinucci, Lameir (59' Duijsters)                                       | 69' Tison                   |
| 8 februari 2025 13:30 Zwartberg Ref.: Jana Van Laere                 | Duijsters 75' Duijsters 89'                                   | 0 – 1 0 – 2 1 – 2 1 – 3 2 – 3       | 10' Cranshoff 62' Nierynck 88' Bergen                     | Bils, Camps, Vanhoudt (88' Giuga), Vanaenrode, Godier, Petry, Vandersanden , Cherif (59' Aït Omar), Tison, Marinucci, Lameir (59' Duijsters)                                       | 69' Tison                   |
| 1 maart 2025 13:30 Cegeka Arena Genk Ref.: Jana Van Laere            | KRC Genk Ladies                                               | 1 – 1                               | Standard Fémina                                           | Bils, Camps, Vanaenrode, Godier, Knols, Petry, Vandersanden , Duijsters, Cherif (76' Giuga), Marinucci, Aït Omar (58' Vanhoudt)                                                    | 45' Knols 56' Aït Omar      |
| 1 maart 2025 13:30 Cegeka Arena Genk Ref.: Jana Van Laere            | Petry 27'                                                     | 1 – 0 1 – 1                         | 33' Barrett                                               | Bils, Camps, Vanaenrode, Godier, Knols, Petry, Vandersanden , Duijsters, Cherif (76' Giuga), Marinucci, Aït Omar (58' Vanhoudt)                                                    | 45' Knols 56' Aït Omar      |
| 8 maart 2025 14:00 Aalter Ref.: Florian Stove                        | Club YLA                                                      | 4 – 0                               | KRC Genk Ladies                                           | Bils, Camps, Vanhoudt (72' Giuga), Vanaenrode, Godier, Knols, Petry, Vandersanden , Duijsters, Tison, Aït Omar (58' Cherif)                                                        |                             |
| 8 maart 2025 14:00 Aalter Ref.: Florian Stove                        | Kerkhove 25' Vanmechelen 57' Vanmechelen 67' Littel 77'       | 1 – 0 2 – 0 3 – 0 4 – 0             |                                                           | Bils, Camps, Vanhoudt (72' Giuga), Vanaenrode, Godier, Knols, Petry, Vandersanden , Duijsters, Tison, Aït Omar (58' Cherif)                                                        |                             |
| 15 maart 2025 20:00 Oud-Heverlee Ref.: Willem Huyghe                 | OHL Women                                                     | 3 – 0                               | KRC Genk Ladies                                           | Bils, Vanaenrode, Godier, Knols (60' Vanhoudt), Petry, Vandersanden , Duijsters, Cherif, Tison, Marinucci, Aït Omar (60' Giuga)                                                    | 80' Marinucci               |
| 15 maart 2025 20:00 Oud-Heverlee Ref.: Willem Huyghe                 | Eurlings 52' Papatheodorou 79' Eurlings 83'                   | 1 – 0 2 – 0 3 – 0                   |                                                           | Bils, Vanaenrode, Godier, Knols (60' Vanhoudt), Petry, Vandersanden , Duijsters, Cherif, Tison, Marinucci, Aït Omar (60' Giuga)                                                    | 80' Marinucci               |
| 21 maart 2025 20:30 Zwartberg Ref.: Caroline Lanssens                | KRC Genk Ladies                                               | 3 – 0                               | KAA Gent Ladies                                           | Bils, Vanaenrode, Godier, Knols, Petry (87' Giuga), Vandersanden , Duijsters, Cherif (81' Vanhoudt), Tison, Marinucci, Aït Omar (84' Ceulemans)                                    | 55' Aït Omar 63' Tison      |
| 21 maart 2025 20:30 Zwartberg Ref.: Caroline Lanssens                | Petry 12' Petry 72' Vanaenrode 77'                            | 1 – 0 2 – 0 3 – 0                   |                                                           | Bils, Vanaenrode, Godier, Knols, Petry (87' Giuga), Vandersanden , Duijsters, Cherif (81' Vanhoudt), Tison, Marinucci, Aït Omar (84' Ceulemans)                                    | 55' Aït Omar 63' Tison      |
| 29 maart 2025 16:00 Zulte Ref.: Jasper Vitse                         | Essevee Women                                                 | 0 – 3                               | KRC Genk Ladies                                           | Van Wijngaarden, Vanaenrode, Godier, Knols, Petry, Vandersanden , Duijsters (85' Giuga), Cherif (90' Ceulemans), Tison, Marinucci, Aït Omar (71' Vanhoudt)                         |                             |
| 29 maart 2025 16:00 Zulte Ref.: Jasper Vitse                         |                                                               | 0 – 1 0 – 2 0 – 3                   | 2' Duijsters 10' Vandersanden 33' Petry                   | Van Wijngaarden, Vanaenrode, Godier, Knols, Petry, Vandersanden , Duijsters (85' Giuga), Cherif (90' Ceulemans), Tison, Marinucci, Aït Omar (71' Vanhoudt)                         |                             |
| Play-Off 2                                                           |                                                               |                                     |                                                           | |                             |
| 11 april 2025 20:30 Zwartberg Ref.: Tom Lamberigts                   | KRC Genk Ladies                                               | 3 – 1                               | KAA Gent Ladies                                           | Bils, Vanaenrode, Godier, Knols, Petry, Vandersanden , Duijsters (77' Camps), Cherif (86' Giuga), Tison, Marinucci, Aït Omar (69' Vanhoudt)                                        | 76' Cherif                  |
| 11 april 2025 20:30 Zwartberg Ref.: Tom Lamberigts                   | Duijsters 27' Duijsters 51' Vandersanden 74'                  | 0 – 1 1 – 1 2 – 1 3 – 1             | 19' Retsin                                                | Bils, Vanaenrode, Godier, Knols, Petry, Vandersanden , Duijsters (77' Camps), Cherif (86' Giuga), Tison, Marinucci, Aït Omar (69' Vanhoudt)                                        | 76' Cherif                  |
| 19 april 2025 16:00 Westerlo Ref.: Simon Allcock                     | KVC Westerlo Ladies                                           | 2 – 2                               | KRC Genk Ladies                                           | Bils, Vanhoudt (65' Camps), Vanaenrode, Godier, Knols, Petry, Vandersanden (75' Giuga), Duijsters, Cherif, Tison, Marinucci                                                        | 78' Tison                   |
| 19 april 2025 16:00 Westerlo Ref.: Simon Allcock                     | Janssens 57' Merkelbach 78' (pen.)                            | 0 – 1 0 – 2 1 – 2 2 – 2             | 40' Vandersanden 47' Duijsters                            | Bils, Vanhoudt (65' Camps), Vanaenrode, Godier, Knols, Petry, Vandersanden (75' Giuga), Duijsters, Cherif, Tison, Marinucci                                                        | 78' Tison                   |
| 25 april 2025 20:30 Zwartberg Ref.: Briek Cuypers                    | KRC Genk Ladies                                               | 3 – 2                               | Essevee Women                                             | Bils, Camps, Vanaenrode (90+5' Aït Omar), Godier, Knols, Petry, Vandersanden , Duijsters, Cherif (72' Vanhoudt), Tison, Marinucci                                                  |                             |
| 25 april 2025 20:30 Zwartberg Ref.: Briek Cuypers                    | Vandersanden 33' (pen.) Petry 46' Camps 90+1'                 | 0 – 1 0 – 2 1 – 2 2 – 2 3 – 2       | 7' Baudewijns 29' (e.d.) Marinucci                        | Bils, Camps, Vanaenrode (90+5' Aït Omar), Godier, Knols, Petry, Vandersanden , Duijsters, Cherif (72' Vanhoudt), Tison, Marinucci                                                  |                             |
| 3 mei 2025 16:00 Zulte Ref.: Vincent Van Hooland                     | Essevee Women                                                 | 1 – 2                               | KRC Genk Ladies                                           | Bils, Camps, Vanhoudt, Vanaenrode, Godier, Petry, Vandersanden , Duijsters, Cherif, Marinucci, Aït Omar                                                                            |                             |
| 3 mei 2025 16:00 Zulte Ref.: Vincent Van Hooland                     | Windels 42'                                                   | 1 – 0 1 – 1 1 – 2                   | 69' Duijsters 74' (e.d.) Hellinx                          | Bils, Camps, Vanhoudt, Vanaenrode, Godier, Petry, Vandersanden , Duijsters, Cherif, Marinucci, Aït Omar                                                                            |                             |
| 9 mei 2025 20:30 Zwartberg Ref.: Caroline Lanssens                   | KRC Genk Ladies                                               | 1 – 0                               | KVC Westerlo Ladies                                       | Van Wijngaarden, Camps, Vanhoudt (71' Marinucci), Vanaenrode (89' Aït Omar), Godier, Knols, Petry, Vandersanden (79' Giuga), Duijsters, Cherif, Tison                              | 42' Cherif                  |
| 9 mei 2025 20:30 Zwartberg Ref.: Caroline Lanssens                   | Vanaenrode 16'                                                | 1 – 0                               |                                                           | Van Wijngaarden, Camps, Vanhoudt (71' Marinucci), Vanaenrode (89' Aït Omar), Godier, Knols, Petry, Vandersanden (79' Giuga), Duijsters, Cherif, Tison                              | 42' Cherif                  |

#### Overzicht
| Resultaat | v | v | v | g | v | w | w | w  | g  | w  | g  | w  | v  | v  | v  | v  | g  | v  | v  | w  | w  |  | w  | g  | w  | w  | w  |
| Punten    | 0 | 0 | 0 | 1 | 1 | 4 | 7 | 10 | 11 | 14 | 15 | 18 | 18 | 18 | 18 | 18 | 19 | 19 | 19 | 22 | 25 |  | 16 | 17 | 20 | 23 | 26 |

### Beker van BelgiëA-kern
| Wedstrijddetails                                  | Thuisploeg                                                 | Uitslag                                                     | Uitploeg                                                            | Opstelling | Kaarten  |
| ------------------------------------------------- | ---------------------------------------------------------- | ----------------------------------------------------------- | ------------------------------------------------------------------- | --- | -------- |
| 1/8ste finale                                     |                                                            |                                                             |                                                                     | |          |
| 2 november 2024 15:30 Alken Ref.: Forfait         | FC Alken                                                   | 0 – 5                                                       | KRC Genk Ladies                                                     | |          |
| 2 november 2024 15:30 Alken Ref.: Forfait         |                                                            |                                                             |                                                                     | |          |
| 1/4de finale                                      |                                                            |                                                             |                                                                     | |          |
| 6 december 2024 20:30 Genk Ref.: Niels Souverijns | KRC Genk Ladies                                            | 4 – 0                                                       | Fémina White Star Woluwe                                            | Bils, Camps, Vanhoudt, Vanaenrode (63' Giuga), Godier, Knols, Petry (63' Duijsters), Vandersanden (70' Niit), Tison (70' Kuyucak), Marinucci, Aït Omar    |          |
| 6 december 2024 20:30 Genk Ref.: Niels Souverijns | Aït Omar 6' (pen.) Vanaenrode 46' Vanaenrode 52' Petry 60' | 1 – 0 2 – 0 3 – 0 4 – 0                                     |                                                                     | Bils, Camps, Vanhoudt, Vanaenrode (63' Giuga), Godier, Knols, Petry (63' Duijsters), Vandersanden (70' Niit), Tison (70' Kuyucak), Marinucci, Aït Omar    |          |
| Halve finale                                      |                                                            |                                                             |                                                                     | |          |
| 15 februari 2025 20:00 Genk Ref.: Jiri Bergs      | KRC Genk Ladies                                            | 1 – 1 (2 – 2) (n.v.) (1 – 4) (n.s.)                         | RSC Anderlecht                                                      | Bils, Camps, Vanaenrode (84' Vanhoudt), Godier, Knols, Petry, Vandersanden , Duijsters (109' Marinucci), Cherif, Tison, Aït Omar (61' Lameir (73' Giuga)) | 47' Bils |
| 15 februari 2025 20:00 Genk Ref.: Jiri Bergs      | Duijsters 78' De Caigny 120' (e.d.) Marinucci Godier Tison | 1 – 0 1 – 1 1 – 2 2 – 2 Pen.: 0 – 1 0 – 2 1 – 2 1 – 3 1 – 4 | 84' De Caigny 117' Meersman De Neve Wijnants Vatafu Kristjansdottir | Bils, Camps, Vanaenrode (84' Vanhoudt), Godier, Knols, Petry, Vandersanden , Duijsters (109' Marinucci), Cherif, Tison, Aït Omar (61' Lameir (73' Giuga)) | 47' Bils |

## Beloften

### Oefenwedstrijden Beloften
Hieronder een overzicht van de oefenwedstrijden die KRC Genk Ladies B tijdens het seizoen 2024/25 speelde.
| Datum      | Thuis/Uit | Tegenstander     | Score |
| ---------- | --------- | ---------------- | ----- |
| 04-08-2024 | Thuis     | RWDM Girls       | 2 – 2 |
| 11-08-2024 | Thuis     | RSC Anderlecht   | 1 – 3 |
| 20-08-2024 | Thuis     | DV Bilzen United | 4 – 2 |

### Vrouwen 1ste Nationale
| Wedstrijddetails                                                            | Thuisploeg                                                                                        | Uitslag                                         | Uitploeg                                                                       | Opstelling | Kaarten                                                 |
| --------------------------------------------------------------------------- | ------------------------------------------------------------------------------------------------- | ----------------------------------------------- | ------------------------------------------------------------------------------ | --- | ------------------------------------------------------- |
| Heenronde                                                                   |                                                                                                   |                                                 |                                                                                | |                                                         |
| 31 augustus 2024 15:00 Zwartberg Ref.: Eloy Garcia Y Vilar                  | KRC Genk Ladies                                                                                   | 1 – 2                                           | KSV Bredene                                                                    | Bils, Ceulemans, Rosala (65' Tops), El Montaser (82' Sevarts), De Bie, Vandebeeck, Bauwens , Bollen (46' Warps), Janssen, Beyens, Paulus (65' Luts)                         |                                                         |
| 31 augustus 2024 15:00 Zwartberg Ref.: Eloy Garcia Y Vilar                  | Warps 80'                                                                                         | 0 – 1 0 – 2 1 – 2                               | 32' Bruneel 68' Meseure                                                        | Bils, Ceulemans, Rosala (65' Tops), El Montaser (82' Sevarts), De Bie, Vandebeeck, Bauwens , Bollen (46' Warps), Janssen, Beyens, Paulus (65' Luts)                         |                                                         |
| 6 september 2024 20:00 Loyers Ref.: Timothee Delabie                        | RUS Loyers                                                                                        | 3 – 2                                           | KRC Genk Ladies                                                                | Vanhees (45' Oost), Ceulemans (74' Ceulemans), Rosala, De Bie (60' Tops), El Montaser, Bauwens (74' Cappa), Bollen, Janssen, Beyens, Bartholomé, Paulus (45' Govaerts)      | 40' De Bie 45' Beyens 82' Cappa 87' Bauwens             |
| 6 september 2024 20:00 Loyers Ref.: Timothee Delabie                        | Soleil 6' Baudracco 8' Lambert 22'                                                                | 1 – 0 2 – 0 3 – 0 3 – 1 3 – 2                   | 36' Paulus 41' El Montaser                                                     | Vanhees (45' Oost), Ceulemans (74' Ceulemans), Rosala, De Bie (60' Tops), El Montaser, Bauwens (74' Cappa), Bollen, Janssen, Beyens, Bartholomé, Paulus (45' Govaerts)      | 40' De Bie 45' Beyens 82' Cappa 87' Bauwens             |
| 14 september 2024 15:00 Zwartberg Ref.: Bart Jordens                        | KRC Genk Ladies                                                                                   | 1 – 5                                           | OH Leuven B                                                                    | Vanhees, Ceulemans (66' Bartholomé), Rosala, Warps, De Bie, Vandebeeck, El Montaser (45' Somers), Bauwens , Bollen (74' Tops), Cappa (45' Beyens), Janssen                  | 36' Ceulemans                                           |
| 14 september 2024 15:00 Zwartberg Ref.: Bart Jordens                        | Bollen 26' (pen.)                                                                                 | 0 – 1 1 – 1 1 – 2 1 – 3 1 – 4 1 – 5             | 7' Van Praet 31' Heremans 56' Van Looveren 58' Van Looveren 86' Van den Brande | Vanhees, Ceulemans (66' Bartholomé), Rosala, Warps, De Bie, Vandebeeck, El Montaser (45' Somers), Bauwens , Bollen (74' Tops), Cappa (45' Beyens), Janssen                  | 36' Ceulemans                                           |
| 28 september 2024 16:15 Mechelen Ref.: Dirk Ceulemans                       | KV Mechelen Dames                                                                                 | 3 – 2                                           | KRC Genk Ladies                                                                | Vanhees, Ceulemans (74' Bartholomé), Warps, De Bie, Vandebeeck, Bauwens , Luts (46' Govaerts), Bollen (46' Beyens), Sevarts (46' Somers), Janssen, Paulus (74' El Montaser) | 16' Bollen                                              |
| 28 september 2024 16:15 Mechelen Ref.: Dirk Ceulemans                       | Van Mingeroet 25' Willemsen 35' Scevenels 70'                                                     | 1 – 0 2 – 0 2 – 1 3 – 1 3 – 2                   | 44' Vandebeeck 78' Warps                                                       | Vanhees, Ceulemans (74' Bartholomé), Warps, De Bie, Vandebeeck, Bauwens , Luts (46' Govaerts), Bollen (46' Beyens), Sevarts (46' Somers), Janssen, Paulus (74' El Montaser) | 16' Bollen                                              |
| 5 oktober 2024 19:30 Anderlecht Ref.: Joel Verboonen                        | RSC Anderlecht B                                                                                  | 4 – 2                                           | KRC Genk Ladies                                                                | Bils, Ceulemans (78' Tops), Niit (65' Bartholomé), Warps, De Bie, Vandebeeck (78' Van der Stelt), Somers (55' Govaerts), Bauwens , Janssen, Beyens, Paulus                  |                                                         |
| 5 oktober 2024 19:30 Anderlecht Ref.: Joel Verboonen                        | Guns 4' Mavanga 29' Martone 56' Adewusi 71'                                                       | 1 – 0 2 – 0 3 – 0 4 – 0 4 – 1 4 – 2             | 80' Warps 88' Govaerts                                                         | Bils, Ceulemans (78' Tops), Niit (65' Bartholomé), Warps, De Bie, Vandebeeck (78' Van der Stelt), Somers (55' Govaerts), Bauwens , Janssen, Beyens, Paulus                  |                                                         |
| 12 oktober 2024 15:00 Zwartberg Ref.: Guilielmus Josephus Ras               | KRC Genk Ladies                                                                                   | 6 – 2                                           | FC Alken                                                                       | Bils, Rosala, Niit, Warps, De Bie, Vandebeeck (81' Tops), Somers, Bauwens (65' El Montaser), Janssen (81' Bartholomé), Beyens (46' Cappa), Paulus (81' Govaerts)            |                                                         |
| 12 oktober 2024 15:00 Zwartberg Ref.: Guilielmus Josephus Ras               | Somers 43' Somers 47' Vandebeeck 69' Warps 74' Bartholomé 86' Warps 88'                           | 1 – 0 2 – 0 2 – 1 3 – 1 4 – 1 4 – 2 5 – 2 6 – 2 | 50' Jermei 78' Jermei                                                          | Bils, Rosala, Niit, Warps, De Bie, Vandebeeck (81' Tops), Somers, Bauwens (65' El Montaser), Janssen (81' Bartholomé), Beyens (46' Cappa), Paulus (81' Govaerts)            |                                                         |
| 19 oktober 2024 20:00 Tienen Ref.: Yenthel Langenaeken                      | KVK Tienen                                                                                        | 4 – 0                                           | KRC Genk Ladies                                                                | Bils, Ceulemans (52' Bollen), Rosala (70' El Montaser), Warps, De Bie, Somers (46' Tops), Bauwens , Cappa (46' Govaerts), Janssen, Beyens, Paulus (46' Luts)                |                                                         |
| 19 oktober 2024 20:00 Tienen Ref.: Yenthel Langenaeken                      | Sempels 29' Max 31' Sempels 42' Sempels 73'                                                       | 1 – 0 2 – 0 3 – 0 4 – 0v                        |                                                                                | Bils, Ceulemans (52' Bollen), Rosala (70' El Montaser), Warps, De Bie, Somers (46' Tops), Bauwens , Cappa (46' Govaerts), Janssen, Beyens, Paulus (46' Luts)                |                                                         |
| 26 oktober 2024 15:00 Zwartberg Ref.: Danny Leekens                         | KRC Genk Ladies                                                                                   | 0 – 1                                           | Standard Fémina B                                                              | Bils, Ceulemans (72' Sevarts), Rosala (85' Bollen), Warps, De Bie, Giuga, Somers (34' Paulus), Bauwens , Janssen, Beyens (46' Cappa), Bartholomé                            |                                                         |
| 26 oktober 2024 15:00 Zwartberg Ref.: Danny Leekens                         |                                                                                                   | 0 – 1                                           | 16' Colvill                                                                    | Bils, Ceulemans (72' Sevarts), Rosala (85' Bollen), Warps, De Bie, Giuga, Somers (34' Paulus), Bauwens , Janssen, Beyens (46' Cappa), Bartholomé                            |                                                         |
| 2 november 2024 16:00 Wondelgem Ref.: Félicien Nkundimana                   | KAA Gent Ladies B                                                                                 | 1 – 5                                           | KRC Genk Ladies                                                                | Bils, Ceulemans, Vanhoudt (70' Bartholomé), Kuyucak (82' Beyens), Rosala (80' Cappa), Warps (80' Govaerts), De Bie, Giuga, Vandebeeck, Lameir (82' El Montaser), Bauwens    | 65' De Bie                                              |
| 2 november 2024 16:00 Wondelgem Ref.: Félicien Nkundimana                   | Van Ooteghem 65' (pen.)                                                                           | 0 – 1 0 – 2 1 – 2 1 – 3 1 – 4 1 – 5             | 5' (e.d.) Van Acker 44' Giuga 77' Kuyucak 83' Lameir 90' Giuga                 | Bils, Ceulemans, Vanhoudt (70' Bartholomé), Kuyucak (82' Beyens), Rosala (80' Cappa), Warps (80' Govaerts), De Bie, Giuga, Vandebeeck, Lameir (82' El Montaser), Bauwens    | 65' De Bie                                              |
| 9 november 2024 15:00 Bilzen Ref.: Pierre Michiels                          | DV Bilzen United                                                                                  | 1 – 1                                           | KRC Genk Ladies                                                                | Oost, Ceulemans, Rosala (66' Janssen), Warps, De Bie, Vandebeeck (88' Bollen), Bauwens , El Montaser, Beyens (66' Govaerts), Paulus, Elhariri (46' Bartholomé)              | 66' Randazzo (T1)                                       |
| 9 november 2024 15:00 Bilzen Ref.: Pierre Michiels                          | Dirx 16'                                                                                          | 1 – 0 1 – 1                                     | 65' Warps                                                                      | Oost, Ceulemans, Rosala (66' Janssen), Warps, De Bie, Vandebeeck (88' Bollen), Bauwens , El Montaser, Beyens (66' Govaerts), Paulus, Elhariri (46' Bartholomé)              | 66' Randazzo (T1)                                       |
| 16 november 2024 15:00 Zwartberg Ref.: Hans Plusquin                        | KRC Genk Ladies                                                                                   | 4 – 4                                           | Club YLA B                                                                     | Oost, Ceulemans, Niit (70' Bartholomé), Warps, De Bie, Bauwens , El Montaser, Janssen, Beyens, Paulus (70' Paulus), Elhariri                                                | 32' Paulus 87' De Bie 90' Ceulemans                     |
| 16 november 2024 15:00 Zwartberg Ref.: Hans Plusquin                        | El Montaser 35' El Montaser 38' Janssen 71' El Montaser 72'                                       | 1 – 0 1 – 1 2 – 1 2 – 2 2 – 3 3 – 3 4 – 3 4 – 4 | 37' Tyvaert 65' Vanneste 68' Vanneste 87' Tyvaert                              | Oost, Ceulemans, Niit (70' Bartholomé), Warps, De Bie, Bauwens , El Montaser, Janssen, Beyens, Paulus (70' Paulus), Elhariri                                                | 32' Paulus 87' De Bie 90' Ceulemans                     |
| 30 november 2024 15:00 Zwartberg Ref.: Patrick Sevenants                    | KRC Genk Ladies                                                                                   | 1 – 5                                           | VC Moldavo                                                                     | Oost, Ceulemans (57' Bartholomé), Vanhoudt, Rosala (90' Sevarts), Warps, Vandebeeck (78' Cappa), Aït Omar, Lameir, Bauwens (90' Bollen), Janssen, Beyens                    |                                                         |
| 30 november 2024 15:00 Zwartberg Ref.: Patrick Sevenants                    | Vanhoudt 14'                                                                                      | 0 – 1 1 – 1 1 – 2 1 – 3 1 – 4 1 – 5             | 9' Van Immerseel 21' Van Immerseel 76' Dauwen 87' Willemsen 90' Luyten         | Oost, Ceulemans (57' Bartholomé), Vanhoudt, Rosala (90' Sevarts), Warps, Vandebeeck (78' Cappa), Aït Omar, Lameir, Bauwens (90' Bollen), Janssen, Beyens                    |                                                         |
| 7 december 2024 15:00 Zulte Ref.: Radouane Bouda                            | SV Zulte Waregem B                                                                                | 3 – 0                                           | KRC Genk Ladies                                                                | Oost, Rosala, Warps, De Bie, Bauwens , Bollen, Sevarts (64' Luts), Janssen, Beyens, Bartholomé, Paulus                                                                      | 48' Bergans (T2) 83' Bauwens                            |
| 7 december 2024 15:00 Zulte Ref.: Radouane Bouda                            | Furo 5' De Smet 59' Temmerman 84' (pen.)                                                          | 1 – 0 2 – 0 3 – 0                               |                                                                                | Oost, Rosala, Warps, De Bie, Bauwens , Bollen, Sevarts (64' Luts), Janssen, Beyens, Bartholomé, Paulus                                                                      | 48' Bergans (T2) 83' Bauwens                            |
| 14 december 2024 15:00 Zwartberg Ref.: Lars Plessers                        | KRC Genk Ladies                                                                                   | 2 – 4                                           | Fémina White Star Woluwe                                                       | Oost, Ceulemans (48' Bollen), Rosala (48' Luts), Niit (57' Cappa), De Bie, Giuga, Bauwens , Sevarts (57' Welkenhuyzen), Janssen, Beyens, Paulus                             | 61' Rosala 70' Cappa                                    |
| 14 december 2024 15:00 Zwartberg Ref.: Lars Plessers                        | Giuga 11' (pen.) Giuga 71'                                                                        | 1 – 0 1 – 1 1 – 2 1 – 3 2 – 3 2 – 4             | 43' Bollen 52' Wertbrouck 70' Bollen 78' Michiels                              | Oost, Ceulemans (48' Bollen), Rosala (48' Luts), Niit (57' Cappa), De Bie, Giuga, Bauwens , Sevarts (57' Welkenhuyzen), Janssen, Beyens, Paulus                             | 61' Rosala 70' Cappa                                    |
| 11 januari 2025 15:30 Batimont Solar Park Oostende Ref.: Olivier Gilis      | Famkes Westhoek Diksmuide Merkem                                                                  | 1 – 0                                           | KRC Genk Ladies                                                                | Oost, Ceulemans, Kuyucak (64' Welkenhuyzen), Rosala (54' Sevarts), Warps (69' Cappa), Bauwens , El Montaser, Bollen, Janssen, Beyens, Elhariri (64' Hufkens)                | 56' Kuyucak                                             |
| 11 januari 2025 15:30 Batimont Solar Park Oostende Ref.: Olivier Gilis      | Desmyter 57'                                                                                      | 1 – 0                                           |                                                                                | Oost, Ceulemans, Kuyucak (64' Welkenhuyzen), Rosala (54' Sevarts), Warps (69' Cappa), Bauwens , El Montaser, Bollen, Janssen, Beyens, Elhariri (64' Hufkens)                | 56' Kuyucak                                             |
| Terugronde                                                                  |                                                                                                   |                                                 |                                                                                | |                                                         |
| 18 januari 2025 15:00 Bredene Ref.: Jasper Sierens                          | KSV Bredene                                                                                       | 3 – 0                                           | KRC Genk Ladies                                                                | Oost, Ceulemans, Kuyucak (69' Welkenhuyzen), Rosala (58' Sevarts), Warps, De Bie, Vandebeeck (34' Bollen), Bauwens , El Montaser (69' Cappa), Beyens, Elhariri (58' Luts)   |                                                         |
| 18 januari 2025 15:00 Bredene Ref.: Jasper Sierens                          | Tieleman 53' Vanhooren 65' Vanhooren 75'                                                          | 1 – 0 2 – 0 3 – 0                               |                                                                                | Oost, Ceulemans, Kuyucak (69' Welkenhuyzen), Rosala (58' Sevarts), Warps, De Bie, Vandebeeck (34' Bollen), Bauwens , El Montaser (69' Cappa), Beyens, Elhariri (58' Luts)   |                                                         |
| 25 januari 2025 15:00 Zwartberg Ref.: Eddy Nowicki                          | KRC Genk Ladies                                                                                   | 4 – 1                                           | RUS Loyers                                                                     | Bils, Ceulemans, Rosala, Niit, Warps, De Bie, Giuga, Bauwens (68' Bollen), Cappa (59' Janssen), Sevarts (68' Luts), Elhariri (59' Welkenhuyzen)                             |                                                         |
| 25 januari 2025 15:00 Zwartberg Ref.: Eddy Nowicki                          | Giuga 1' Sevarts 21' Ceulemans 38' Giuga 54'                                                      | 1 – 0 2 – 0 3 – 0 3 – 1 4 – 1                   | 42' (pen.) Baudracco                                                           | Bils, Ceulemans, Rosala, Niit, Warps, De Bie, Giuga, Bauwens (68' Bollen), Cappa (59' Janssen), Sevarts (68' Luts), Elhariri (59' Welkenhuyzen)                             |                                                         |
| 2 februari 2025 15:00 Oud-Heverlee Ref.: Ali Amani                          | OH Leuven B                                                                                       | 6 – 1                                           | KRC Genk Ladies                                                                | Bils, Ceulemans, Rosala, Niit, De Bie (58' Cappa), Bauwens , Bollen, Sevarts, Janssen, Beyens, Welkenhuyzen (78' Snijkers)                                                  | 88' Bollen                                              |
| 2 februari 2025 15:00 Oud-Heverlee Ref.: Ali Amani                          | De Ceuster 7' Van den Brande 19' Van den Brande 41' Van den Brande 64' De Ceuster 66' Bekaert 88' | 1 – 0 2 – 0 3 – 0 4 – 0 5 – 0 5 – 1 6 – 1       | 86' Rosala                                                                     | Bils, Ceulemans, Rosala, Niit, De Bie (58' Cappa), Bauwens , Bollen, Sevarts, Janssen, Beyens, Welkenhuyzen (78' Snijkers)                                                  | 88' Bollen                                              |
| 8 februari 2025 18:00 Zwartberg Ref.: Lars Plessers                         | KRC Genk Ladies                                                                                   | 0 – 0                                           | KV Mechelen Dames                                                              | Oost, Ceulemans, Rosala (78' Govaerts), Niit (66' Welkenhuyzen), De Bie, Bauwens , Bollen, Cappa (83' Paulus), Sevarts, Janssen, Beyens                                     |                                                         |
| 8 februari 2025 18:00 Zwartberg Ref.: Lars Plessers                         |                                                                                                   |                                                 |                                                                                | Oost, Ceulemans, Rosala (78' Govaerts), Niit (66' Welkenhuyzen), De Bie, Bauwens , Bollen, Cappa (83' Paulus), Sevarts, Janssen, Beyens                                     |                                                         |
| 15 februari 2025 15:00 Zwartberg Ref.: Hans Plusquin                        | KRC Genk Ladies                                                                                   | 0 – 3                                           | RSC Anderlecht B                                                               | Oost, Ceulemans, Rosala, De Bie, Bauwens (65' Bartholomé), Luts (46' Paulus), Bollen, Cappa (65' Vandebeeck), Sevarts, Janssen (80' Govaerts), Beyens                       |                                                         |
| 15 februari 2025 15:00 Zwartberg Ref.: Hans Plusquin                        |                                                                                                   | 0 – 1 0 – 2 0 – 3                               | 10' Van Dijck 84' Carmina 90' Lenoir                                           | Oost, Ceulemans, Rosala, De Bie, Bauwens (65' Bartholomé), Luts (46' Paulus), Bollen, Cappa (65' Vandebeeck), Sevarts, Janssen (80' Govaerts), Beyens                       |                                                         |
| 22 februari 2025 17:00 Hasselt Ref.: Pierre Michiels                        | FC Alken                                                                                          | 0 – 1                                           | KRC Genk Ladies                                                                | Oost, Ceulemans, Vanhoudt, Rosala (81' Cappa), De Bie (72' Luts), Giuga, Vandebeeck, Bauwens (66' Bartholomé), Bollen, Sevarts (66' Janssen), Beyens                        | 33' Ceulemans 63' Vanhoudt 75' Ceulemans                |
| 22 februari 2025 17:00 Hasselt Ref.: Pierre Michiels                        |                                                                                                   | 0 – 1                                           | 73' Bollen                                                                     | Oost, Ceulemans, Vanhoudt, Rosala (81' Cappa), De Bie (72' Luts), Giuga, Vandebeeck, Bauwens (66' Bartholomé), Bollen, Sevarts (66' Janssen), Beyens                        | 33' Ceulemans 63' Vanhoudt 75' Ceulemans                |
| 28 februari 2025 20:30 Zwartberg Ref.: Eddy Nowicki                         | KRC Genk Ladies                                                                                   | 0 – 1                                           | KVK Tienen                                                                     | Van Wijngaarden, Rosala, De Bie, Tison, Vandebeeck (62' Cappa), Bauwens (76' Bartholomé), Bollen, Sevarts, Janssen, Beyens, Welkenhuyzen (62' Luts)                         |                                                         |
| 28 februari 2025 20:30 Zwartberg Ref.: Eddy Nowicki                         |                                                                                                   | 0 – 1                                           | 52' Max                                                                        | Van Wijngaarden, Rosala, De Bie, Tison, Vandebeeck (62' Cappa), Bauwens (76' Bartholomé), Bollen, Sevarts, Janssen, Beyens, Welkenhuyzen (62' Luts)                         |                                                         |
| 8 maart 2025 17:30 Angleur Ref.: Thibault Picard                            | Standard Fémina B                                                                                 | 6 – 0                                           | KRC Genk Ladies                                                                | Oost, Ceulemans, Rosala, Vandebeeck, Bauwens , Cappa (46' Bollen), Sevarts (76' Luts), Janssen (46' De Bie), Beyens, Bartholomé, Welkenhuyzen (46' El Montaser)             |                                                         |
| 8 maart 2025 17:30 Angleur Ref.: Thibault Picard                            | Magalhaes 14' (pen.) Dercksen 22' Leroy 32' Scohier 41' Guerrini 63' Mathieu 80'                  | 1 – 0 2 – 0 3 – 0 4 – 0 5 – 0 6 – 0             |                                                                                | Oost, Ceulemans, Rosala, Vandebeeck, Bauwens , Cappa (46' Bollen), Sevarts (76' Luts), Janssen (46' De Bie), Beyens, Bartholomé, Welkenhuyzen (46' El Montaser)             |                                                         |
| 15 maart 2025 15:00 Zwartberg Ref.: Danny Leekens                           | KRC Genk Ladies                                                                                   | 1 – 0                                           | DV Bilzen United                                                               | Oost, Rosala (65' Koziel), De Bie, Vandebeeck, Bauwens , Bollen, Sevarts, Beyens, Bartholomé, Elhariri (26' Luts), Welkenhuyzen (85' Lieben)                                |                                                         |
| 15 maart 2025 15:00 Zwartberg Ref.: Danny Leekens                           | Welkenhuyzen 65'                                                                                  | 1 – 0                                           |                                                                                | Oost, Rosala (65' Koziel), De Bie, Vandebeeck, Bauwens , Bollen, Sevarts, Beyens, Bartholomé, Elhariri (26' Luts), Welkenhuyzen (85' Lieben)                                |                                                         |
| 22 maart 2025 18:30 Brugge Ref.: Janic Braet                                | Club YLA B                                                                                        | 1 – 0                                           | KRC Genk Ladies                                                                | Oost, Ceulemans, De Bie, Vandebeeck, Bauwens , Sevarts, Beyens, Bartholomé, Elhariri (73' Rossi), Welkenhuyzen, Lemmens (59' Luts)                                          | 17' Lemmens                                             |
| 22 maart 2025 18:30 Brugge Ref.: Janic Braet                                | Denolf 74'                                                                                        | 1 – 0                                           |                                                                                | Oost, Ceulemans, De Bie, Vandebeeck, Bauwens , Sevarts, Beyens, Bartholomé, Elhariri (73' Rossi), Welkenhuyzen, Lemmens (59' Luts)                                          | 17' Lemmens                                             |
| 29 maart 2025 15:00 Zwartberg Ref.: Geert Latet                             | KRC Genk Ladies                                                                                   | 1 – 2                                           | KAA Gent Ladies B                                                              | Oost, Rosala, De Bie, Vandebeeck, Bauwens , Bollen, Sevarts (46' Luts), Beyens, Bartholomé, Elhariri (57' Koziel), Welkenhuyzen (64' Cappa)                                 |                                                         |
| 29 maart 2025 15:00 Zwartberg Ref.: Geert Latet                             | Welkenhuyzen 9'                                                                                   | 1 – 0 1 – 1 1 – 2                               | 38' Meire 54' Van Acker                                                        | Oost, Rosala, De Bie, Vandebeeck, Bauwens , Bollen, Sevarts (46' Luts), Beyens, Bartholomé, Elhariri (57' Koziel), Welkenhuyzen (64' Cappa)                                 |                                                         |
| 5 april 2025 16:30 Olmen Ref.: Ta-Ha Muhammad Siad Farah                    | VC Moldavo                                                                                        | 4 – 2                                           | KRC Genk Ladies                                                                | Wilbers, Ceulemans, Rosala, De Bie (57' Luts), Giuga (57' Welkenhuyzen), Vandebeeck, Bauwens , Bollen, Beyens, Elhariri (84' Lieben), Bartholomé                            | 35' Vandebeeck 38' De Bie 82' Bartholomé                |
| 5 april 2025 16:30 Olmen Ref.: Ta-Ha Muhammad Siad Farah                    | Poorters 16' (pen.) Dauwen 66' Kaers 68' Dauwen 89'                                               | 1 – 0 1 – 1 1 – 2 2 – 2 3 – 2 4 – 2             | 20' (pen.) Giuga 64' Bollen                                                    | Wilbers, Ceulemans, Rosala, De Bie (57' Luts), Giuga (57' Welkenhuyzen), Vandebeeck, Bauwens , Bollen, Beyens, Elhariri (84' Lieben), Bartholomé                            | 35' Vandebeeck 38' De Bie 82' Bartholomé                |
| 12 april 2025 15:00 Zwartberg Ref.: Lennert Sijmkens                        | KRC Genk Ladies                                                                                   | 0 – 4                                           | SV Zulte Waregem B                                                             | Oost, Ceulemans (23' Luts), De Bie, Bauwens , Bollen, Sevarts, Beyens, Bartholomé, Elhariri (46' Mertens), Welkenhuyzen, Lemmens (57' Lieben)                               |                                                         |
| 12 april 2025 15:00 Zwartberg Ref.: Lennert Sijmkens                        |                                                                                                   | 0 – 1 0 – 2 0 – 3 0 – 4                         | 3' De Smet 22' Bangoura 26' Mulier 62' Bangoura                                | Oost, Ceulemans (23' Luts), De Bie, Bauwens , Bollen, Sevarts, Beyens, Bartholomé, Elhariri (46' Mertens), Welkenhuyzen, Lemmens (57' Lieben)                               |                                                         |
| 25 april 2025 20:30 Fallonstadion Woluwe-Saint-Lambert Ref.: Pauclair Jouda | Fémina White Star Woluwe                                                                          | 1 – 0                                           | KRC Genk Ladies                                                                | Oost, Ceulemans, Rosala, De Bie (41' Janssen), Bauwens , Bollen, Sevarts, Beyens, Bartholomé, Lieben (75' Vandebeeck), Rossi (80' Ghoos)                                    | 71' Sevarts 72' Verhoeven (verzorger) 86' Schepers (T2) |
| 25 april 2025 20:30 Fallonstadion Woluwe-Saint-Lambert Ref.: Pauclair Jouda | Verstraelen 15'                                                                                   | 1 – 0                                           |                                                                                | Oost, Ceulemans, Rosala, De Bie (41' Janssen), Bauwens , Bollen, Sevarts, Beyens, Bartholomé, Lieben (75' Vandebeeck), Rossi (80' Ghoos)                                    | 71' Sevarts 72' Verhoeven (verzorger) 86' Schepers (T2) |
| 3 mei 2025 17:00 Zwartberg Ref.: Elke Hulsmans                              | KRC Genk Ladies                                                                                   | 2 – 1                                           | Famkes Westhoek Diksmuide Merkem                                               | Van Wijngaarden, Ceulemans, Rosala (86' Vandebeeck), De Bie (72' Dries), Tison, Giuga, Bauwens (86' Luts), Bollen, Sevarts (72' Koziel), Beyens, Bartholomé                 | 34' Rosala 62' Bauwens                                  |
| 3 mei 2025 17:00 Zwartberg Ref.: Elke Hulsmans                              | Tison 9' Giuga 43'                                                                                | 1 – 0 2 – 0 2 – 1                               | 84' Desmyter                                                                   | Van Wijngaarden, Ceulemans, Rosala (86' Vandebeeck), De Bie (72' Dries), Tison, Giuga, Bauwens (86' Luts), Bollen, Sevarts (72' Koziel), Beyens, Bartholomé                 | 34' Rosala 62' Bauwens                                  |

#### Overzicht
| Speeldag  | 1 | 2 | 3 | 4 | 5 | 6 | 7 | 8 | 9 | 10 | 11 | 12 | 13 | 14 | 15 | 16 | 17 | 18 | 19 | 20 | 21 | 22 | 23 | 24 | 25 | 26 | 27 | 28 | 29 | 30 |
| --------- | - | - | - | - | - | - | - | - | - | -- | -- | -- | -- | -- | -- | -- | -- | -- | -- | -- | -- | -- | -- | -- | -- | -- | -- | -- | -- | -- |
| Resultaat | v | v | v | v | v | w | v | v | w | g  | g  | v  | v  | v  | v  | v  | w  | v  | g  | v  | w  | v  | v  | w  | v  | v  | v  | v  | v  | w  |
| Punten    | 0 | 0 | 0 | 0 | 0 | 3 | 3 | 3 | 6 | 7  | 8  | 8  | 8  | 8  | 8  | 8  | 11 | 11 | 12 | 12 | 15 | 15 | 15 | 18 | 18 | 18 | 18 | 18 | 18 | 21 |